# Ruch na rzecz Reform Europejskich
Ruch na rzecz Reform Europejskich (ang. Movement for European Reform, MER) - paneuropejski sojusz narodowych centroprawicowych partii politycznych o profilu konserwatywnym, wolnorynkowym i eurosceptycznym. Składał się z brytyjskiej Partii Konserwatywnej oraz czeskiej Obywatelskiej Partii Demokratycznej.
Założony 13 lipca 2006 r., MER powstała jako prekursor Sojuszu Europejskich Konserwatystów i Reformatorów (AECR) oraz Europejskich Konserwatystów i Reformatorów (ECR), grupy politycznej w Parlamencie Europejskim, która powstała w trakcie wyborów do Parlamentu Europejskiego w 2009 roku. Został przekształcony w ECR i AECR w tym samym roku.

## Historia
Ruch ten powstał jako środek tymczasowy w celu funkcjonowania poza Parlamentem Europejskim do czasu powołania w jego ramach nowego ugrupowania po wyborach w 2009 roku. Do tego czasu jej posłowie do PE byli członkami obecnie rozwiązanej podgrupy Europejskich Demokratów działającej w ramach szerszej grupy Europejskiej Partii Ludowej.
Od momentu powstania nie było jasne, czy MER pozostanie nieformalnym sojuszem, czy też wystąpi o oficjalne uznanie jako partia polityczna na szczeblu europejskim. Deklaracja założycielska organizacji wyraźnie oferowała członkostwo partiom z krajów spoza UE, o charakterystyce innych europejskich partii, a jej zaangażowanie we wspólną walkę w wyborach 2009 roku sugerowało apetyt na uznanie.
Po wyborach europejskich w 2009 r. członkowie MER zainicjowali grupę Europejskich Konserwatystów i Reformatorów, nową grupę polityczną w Parlamencie Europejskim.
Witryna internetowa MER przestała być aktualizowana w 2007 r., a w czerwcu 2009 r. brytyjski minister spraw zagranicznych w gabinecie cieni Partii Konserwatywnej William Hague powiedział, że cele i działania MER zostaną włączone do nowej grupy Parlamentu Europejskiego.

## Ideologia
Stanowisko MER było takie, że Unia Europejska powinna istnieć; powinna to być jednak luźniejsza organizacja ponadnarodowa niż obecna struktura. To sprawiało, że był to ruch bardziej eurosceptyczny, niż trzy główne ruchy polityczne na szczeblu europejskim (Europejska Partia Ludowa, Partia Europejskich Socjalistów i Partia Europejskich Liberałów, Demokratów i Reformatorów), ale mniej eurosceptyczny, niż takie formacje, jak grupa Niepodległość i Demokracja (przekształcona później w grupę Europa Wolności i Demokracji).

## Członkowie
Członkami MER byli:
- Wielka Brytania - Partia Konserwatywna
- Czechy - Obywatelska Partia Demokratyczna(ODS)

W pierwszym tygodniu marca 2007 r., pod rządami Petyra Stojanowa, do MER zdecydował się przystąpić Bułgarski Związek Sił Demokratycznych(UDF). Dzień po ogłoszeniu UDF, prezydencja Europejskiej Partii Ludowej (EPP) zarekomendowała zawieszenie UDF w EPP. Przewodniczący EPP Wilfried Martens uzasadnił zawieszenie, argumentując, że:

"…Niedopuszczalne jest, aby partia należąca do EPP przystępowała do takiej inicjatywy i jednocześnie pozostawała w naszej partii. EPP jest zaangażowana w reformę Unii Europejskiej (UE) i jesteśmy otwarci na konstruktywny dialog z naszymi sojusznikami spoza EPP, ale jednocześnie oczekujemy od UDF lojalności i zaangażowania w wypełnianie zobowiązań członkowskich..."

W połowie kwietnia 2007 r. UDF wycofał się i oświadczył, że pozostaje lojalny wobec EPP i że nigdy nie opuści sekcji grupy EPP-ED, aby dołączyć do innej grupy. Miesiąc później, w pierwszych w historii wyborach do Parlamentu Europejskiego w Bułgarii (20 maja 2007 r.), UDF nie wybrał żadnego mandatu. W rezultacie Petyr Stojanow – oskarżany przez swoich krytyków o podejmowanie złych decyzji w trakcie kampanii, w tym o wybór MER – zrezygnował z funkcji lidera UDF. We wrześniu 2007 roku UDF formalnie wystąpił z MER i ponownie potwierdził swoje członkostwo w EPP.